# Ambasada Czech w Polsce

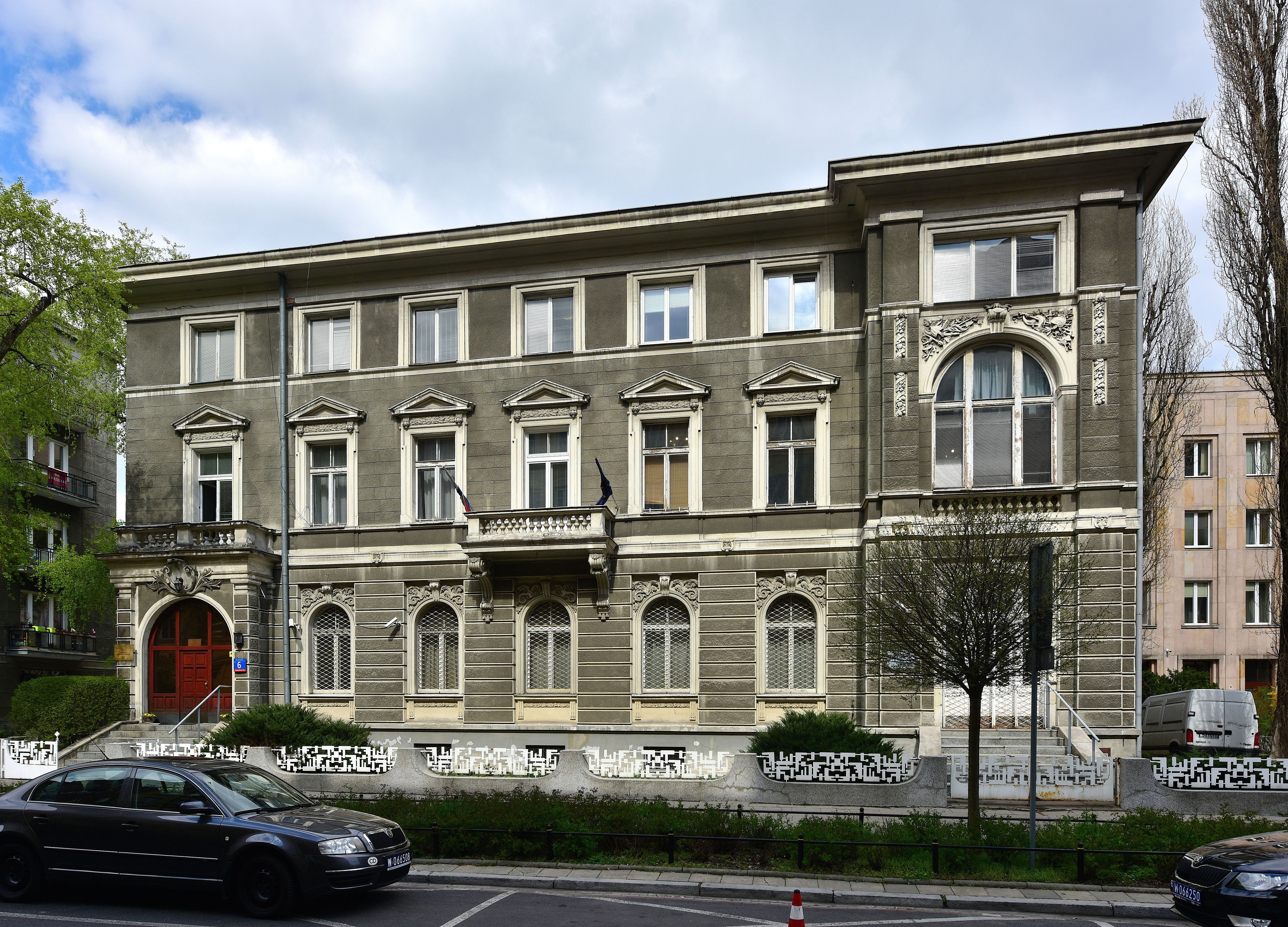
Pałacyk księcia Wasyla Dołgorukowa, dawna siedziba Biura Radcy Handlowego/Wydziału Handlowego Ambasady Czechosłowacji przy ul. Litewskiej 6 (do 1993), obecnie Ambasada Słowacji

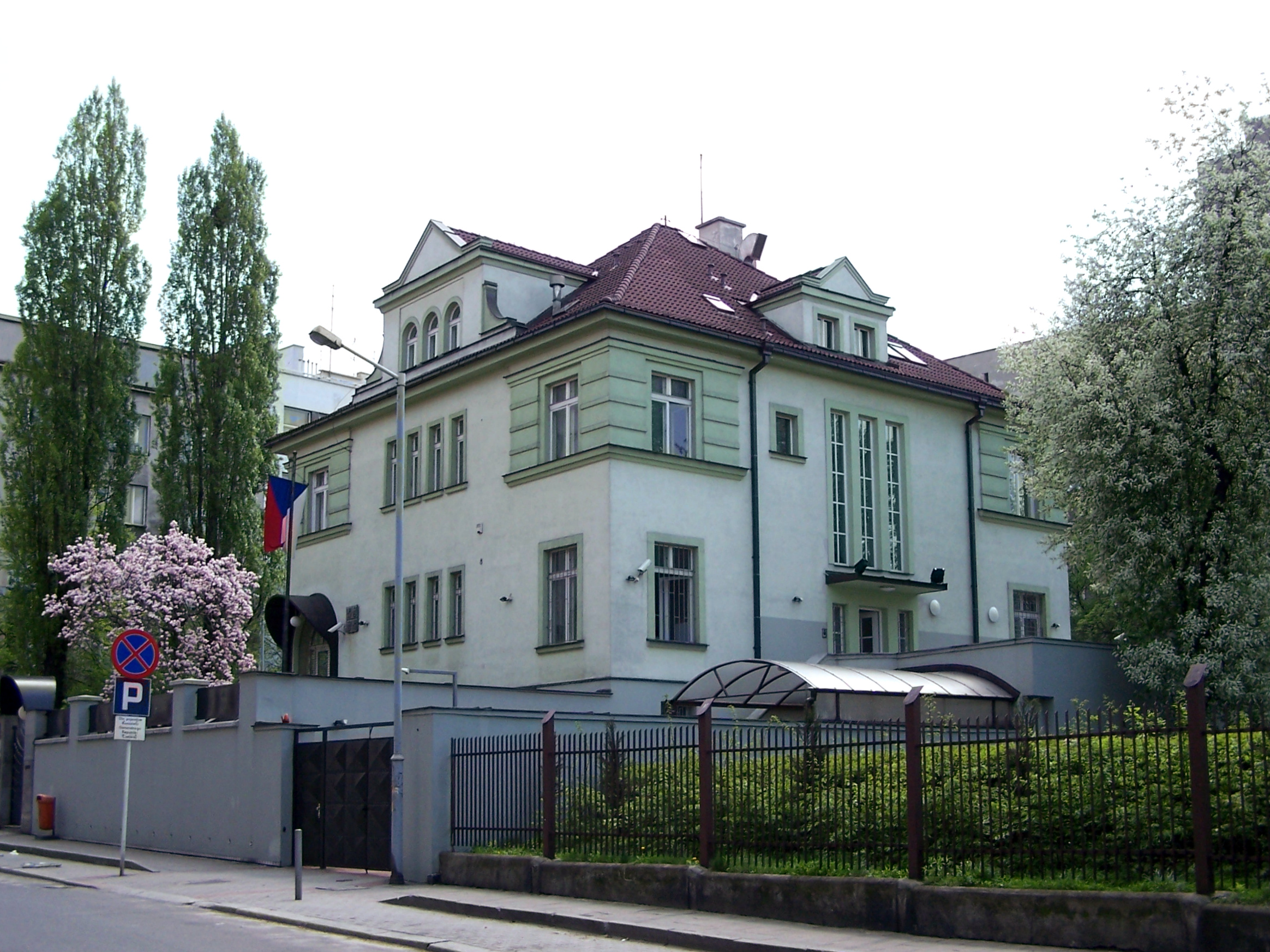
Dawna siedziba Konsulatu Generalnego Czech w Katowicach do 2008

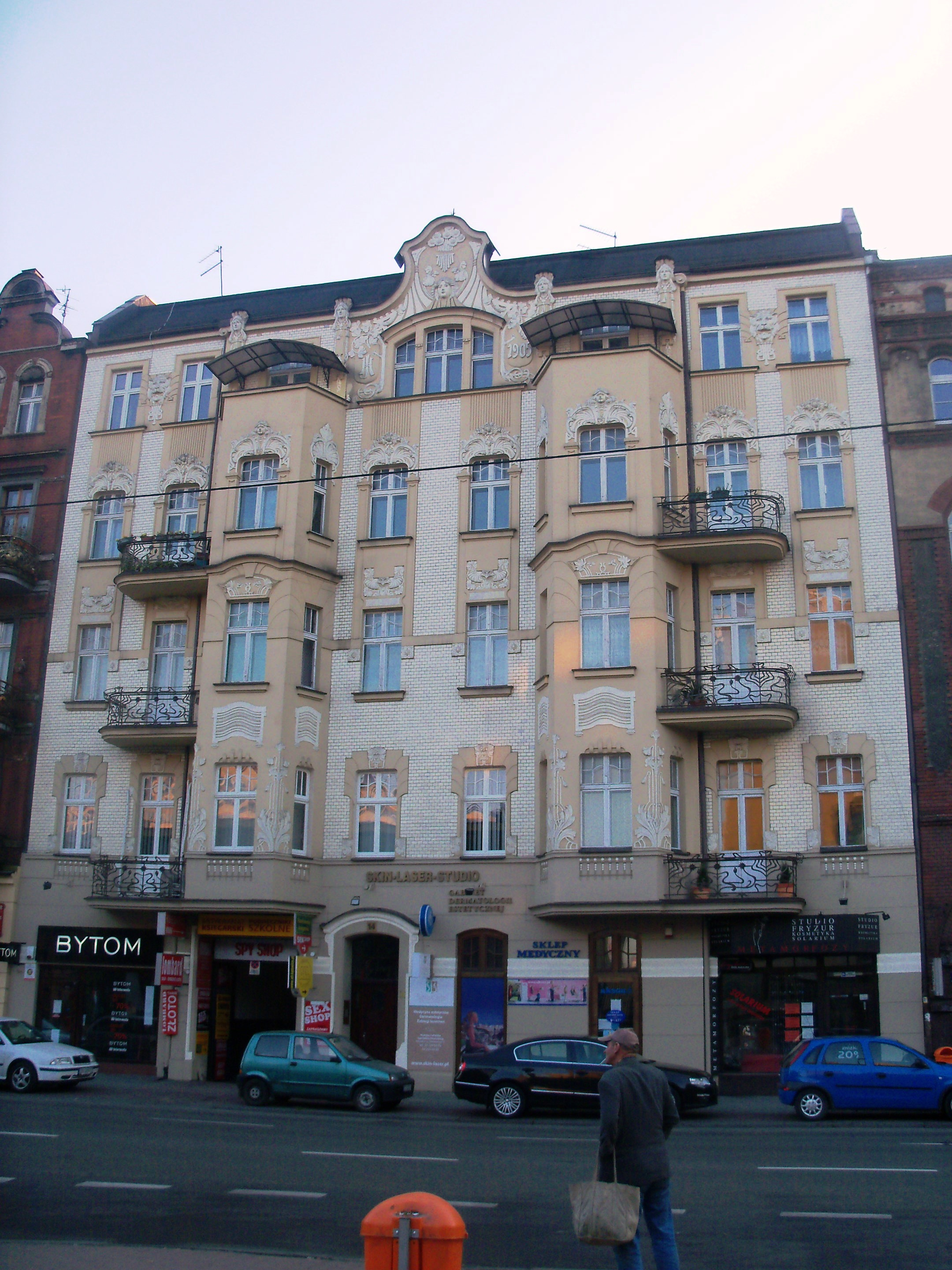
Dawna siedziba konsulatu Czechosłowacji w Katowicach przy ul. Mickiewicza 14 (1924–1937)

Ambasada Czech, Ambasada Republiki Czeskiej w Polsce (cz. Velvyslanectví České Republiky ve Varšavě) – czeska stała misja dyplomatyczna w Polsce. Siedziba misji mieści się w Warszawie przy ul. Koszykowej 18.

## Podział organizacyjny
W skład przedstawicielstwa wchodzą:
- Wydział Polityczny (cz. Politický úsek)
- Wydział Konsularny (cz. Konzulární úsek)
- Wydział Ekonomiczno-Handlowy (cz. Ekonomický úsek)
- Wydział Promocji Handlu/CzechTrade
- Wydział Techniczno-Administracyjny (cz. Hospodářsko-technický úsek)
- Biuro Attaché Obrony (cz. Úřad přidělence obrany)
- Czeskie Centrum (cz. České centrum), al. Róż 16 (od 1946)
- Czeska Centrala Ruchu Turystycznego – CzechTourism (cz. Česká centrála cestovního ruchu), al. Róż 16 (od 2003[2])

## Historia

### Okres Czechosłowacji do 1939
Stosunki dyplomatyczne nawiązano po odrodzeniu Rzeczypospolitej w 1919. Przedstawicielstwo tego kraju funkcjonowało najpierw jako Delegacja Republiki Czechosłowackiej, a następnie poselstwo przy ul. Marszałkowskiej (1919), ul. Wielkiej 33 (1919-1920), obecnie ul. Lwowskiej, w pałacyku przy ul. Moniuszki 1a (1922–1925), obecnie nie istnieje, ul. Zgody 10 (1925–1928), ul. Szopena 13 (1928), w kamienicy hrabiego Aleksandra Uwarowa z 1890 przy ul. Koszykowej 18 (1930–1939), również w willi Bahrów z 1880 (proj. Stanisław Adamczewski) w al. Róż 16 (1920–1939). Rezydencja posła mieściła się w zakupionym w 1921 budynku przy ul. Szopena 13(1925-).
W okresie Wojny polsko-bolszewickiej, w sytuacji zagrożenia zajęcia Warszawy, personel poselstwa był ewakuowany okresowo (od początku sierpnia 1920) do Poznania.
Biura handlowe i paszportowe mieściły się przy ul. Złotej 4 (1923–1925); obiekt nie istnieje.
W owym okresie Czechosłowacja utrzymywała w Polsce szereg konsulatów:
- w Gdyni przy ul. Świętojańskiej 120 (1937–1939),
- Katowicach (1924–1937), m.in. wicekonsulat w kamienicy z 1905 (proj. Anton Zimmermann) przy ul. Moniuszki 5 (1926[7]–1932), konsulat w domu z 1905 (proj. Georg Zimmermann) przy ul. Mickiewicza 14 (1933[8]-1935[9]), w budynku z 1899 (proj. Anton Zimmermann) ul. Mickiewicza 16 (1936), ul. Mickiewicza 14 (1937[10]),
- Krakowie (1919–1939), m.in. w budynku b. szkoły zakonnej SS Augustianek[3] z 1907 przy ul. Skałecznej 10 (1920), w kamienicy wchodzącej w skład kompleksu tzw. Collegium Opolskiego Uniwersytetu Jagiellońskiego z XV w., rozbudowanej z 1888[11] przy ul. Gołębiej 18 (1921[3][12]–1936), w budynku z 1891 (proj. Jan Zawiejski) przy ul. Andrzeja Potockiego 8, ob. ul. Westerplatte (1938–1939); w 1939 w konsulacie mieścił się też sztab Legionu Czechów i Słowaków. Rezydencję konsula pomieszczono początkowo w budynku konsulatu przy ul. Gołębiej 18 na I p.[3] (1921-1936), następnie w kamienicy z 1935 (proj. Zygmunt Grünberg) przy ul. Jerzego Żuławskiego 1/ul. Długej 82, 6 pokoi (1937[11]-1938[12]),
- Lwowie (1921–1939), m.in. w kamienicy z 1847 przy ul. 3-go Maja 2 (ob. Січових Стрільців, Siczowych Strilciw), róg Jagiellońskiej (ob. Гнатюка Володимира, Hnatiuka) (1926[13]-1929[14]), i w budynku z 1906 (proj. biura projektowo-budowlanego Józefa Sosnowskiego i Alfreda Zachariewicza) przy ul. Ujejskiego 4 (ob. Устияновича Корнила, Ustyjanowycza) (1930[15]–1939),
- Poznaniu (1921–1936), przy pl. Sapieżyńskim 8 (1926[7]–1933[8]), ob. pl. Wielkopolski, ul. Słowackiego 59 (1934-1935[16]), ul. Słowackiego 39 (1936),
- oraz Urząd Paszportowy w Cieszynie (1920–1924).

### Okres Czechosłowacji od 1945
Stosunki reaktywowano w 1945. Początkowo poselstwo było zlokalizowane w hotelu „Polonia” w Al. Jerozolimskich 45 (1945-1946), od 1947 w randze ambasady. Przedstawicielstwo dyplomatyczne mieściło się w tym samym miejscu, co i przed wybuchem wojny (1946-), przy ul. Koszykowej 18, również w al. Róż 16 gdzie mieściła się rezydencja ambasadora (1948-).
Wydział Promocji Handlu Ambasady, pracował przy ul. Pięknej 64a (1951–1956), i w pałacyku księcia Wasyla Dołgorukowa z 1899 (proj. Ludwik Panczakiewicz) przy ul. Litewskiej 6 (1956–1993).
Wydział Kultury noszący nazwę Czechosłowackiego Ośrodka Informacyjnego (cz. Československé informační středisko), Ośrodka Kultury Czechosłowackiej (cz. Středisko československé kultury), następnie Czechosłowackiego Ośrodka Kultury i Informacji (cz. Centrum československé kultury a informací ve Varšavě), początkowo znajdował się w al. Wyzwolenia 6 (1949-1956), następnie w budynku b. Centrali Ogrodniczej z 1950 przy ul. Marszałkowskiej 77/79 (1956-1993). Podobny ośrodek działał też w Szczecinie przy ul. Śląskiej 38.
Czechosłowacja utrzymywała dwa konsulaty generalne:
- w Katowicach (1947–1962, 1973–1992) przy ul. Młyńskiej, ul. Poniatowskiego 23, w hotelu „Katowice” przy ul. Armii Czerwonej 9 (1973), ul. ks. Józefa Szafranka 9 (1973–1975), ul. Stalmacha 21 (1975–1992),
- i Szczecinie (1948[2]–1992) przy ul. Piotra Skargi 32.

Do 1989 przy Ambasadzie funkcjonowała Grupa Operacyjna StB, wraz z przedstawicielami w urzędach konsularnych.

### Okres Republiki Czeskiej
W 1993 Polska nawiązała stosunki dyplomatyczne z sukcesorem Czechosłowacji – Czechami. Ambasada mieści się w Warszawie przy ul. Koszykowej 18. Rezydencję ambasadora pomieszczono w al. Róż 16 (1948-2003).
Czechy utrzymywały Konsulat Generalny w Katowicach przy ul. Stalmacha 21 (1993-2008), wraz z Wydziałem Handlowym przy ul. Różanej 5 (2001), oraz Konsulat Generalny we Wrocławiu (2001-2005).
Przedstawicielstwo CzechTrade, Wydział Promocji Handlu Ambasady, funkcjonowało w pensjonacie Zgoda z 1960 (proj. Zygmunt Stępiński) przy ul. Szpitalnej 1 (90.-2004), następnie w budynku mieszkalnym z 1913 (proj. Franciszek Lilpop i Karol Jankowski) przy ul. Wspólnej 32 (-2011), obecnie w siedzibie ambasady przy ul. Koszykowej 18 (2011-).
Od 2004 Czeskie Centrum mieści się w budynku ambasady Czech, w willi Bahrów z 1880 w al. Róż 16.

## Galeria

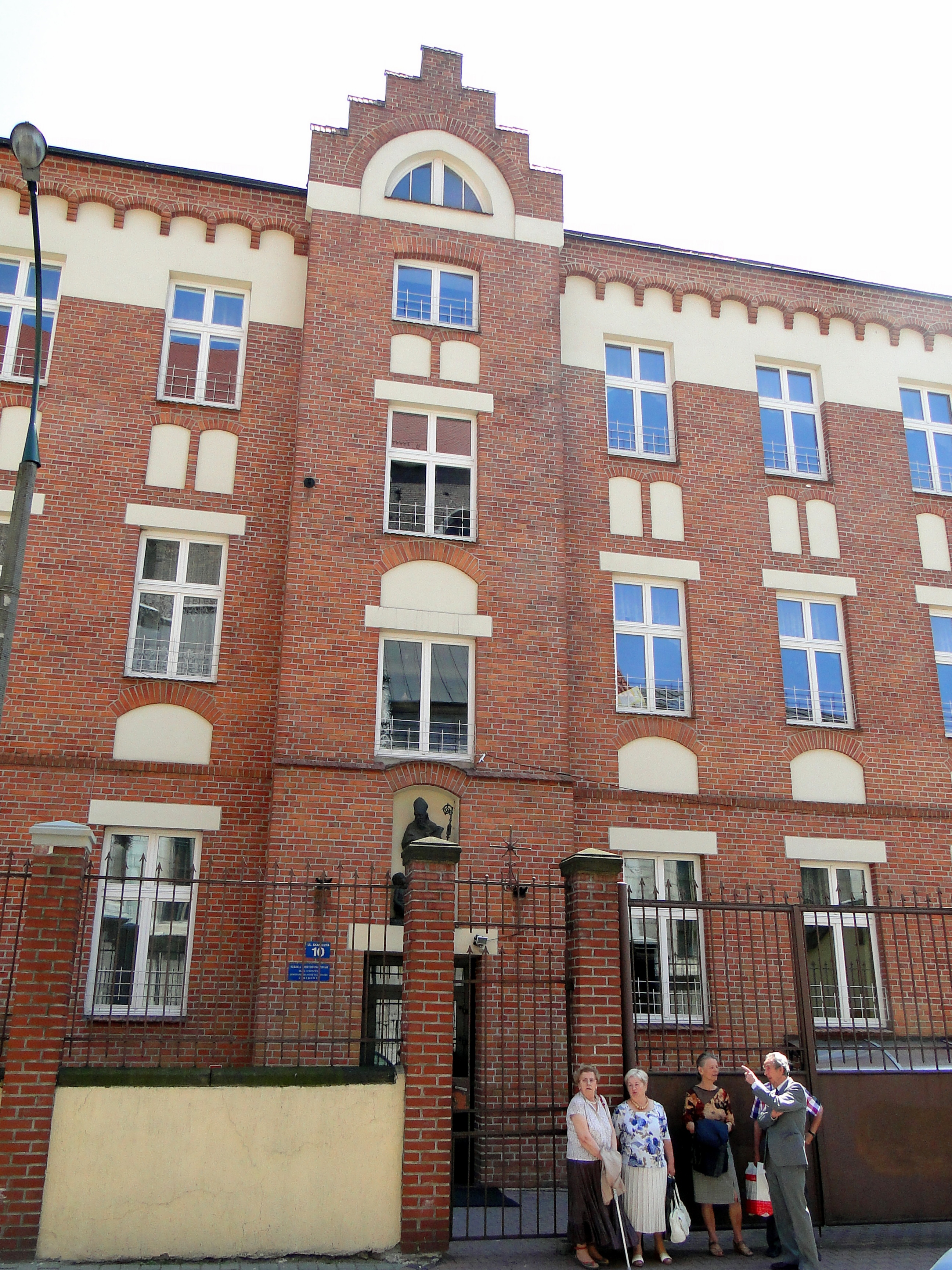
Dawna siedziba Konsulatu Czechosłowacji w Krakowie przy ul. Skałecznej 10 (1920)
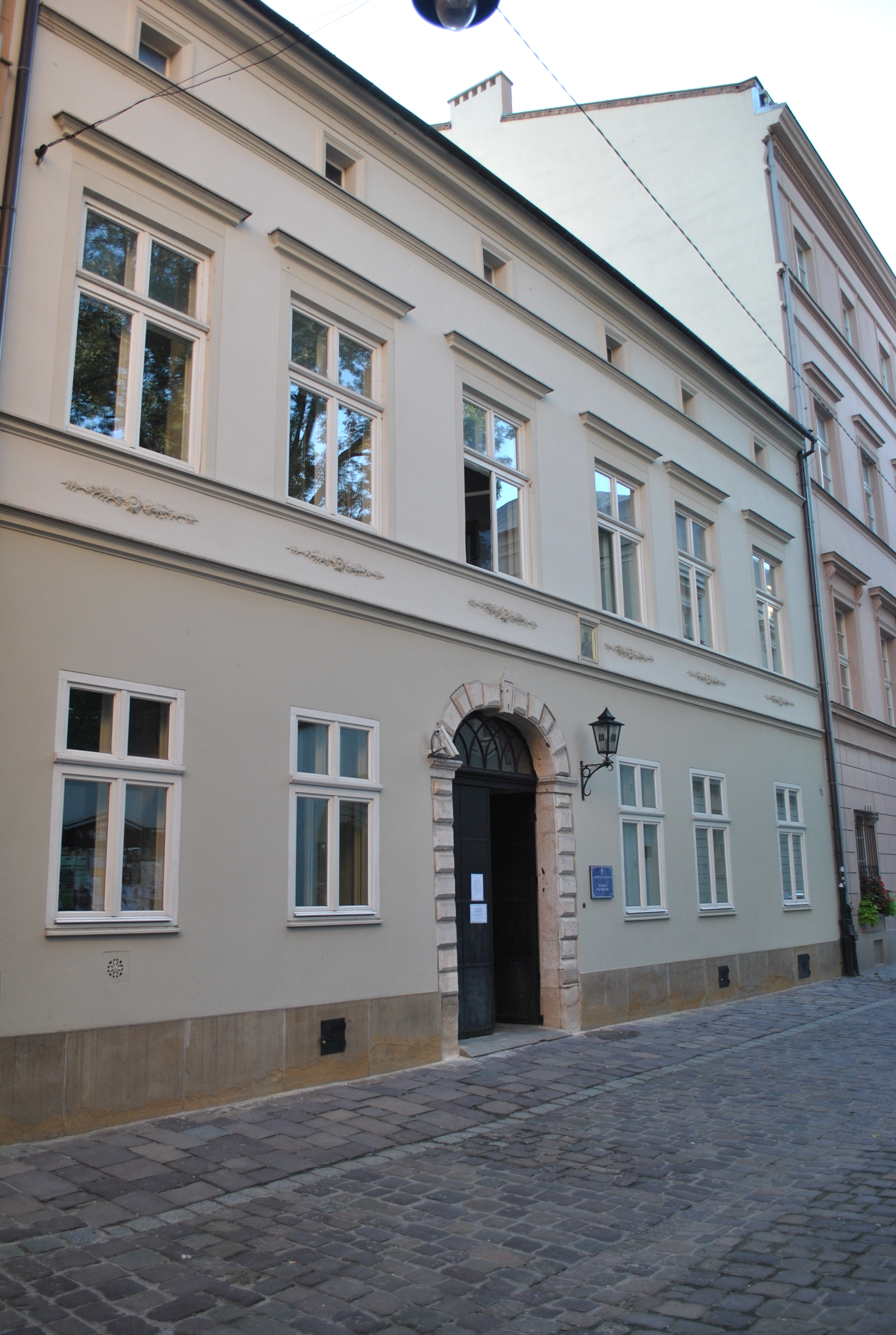
Dawna siedziba konsulatu Czechosłowacji w Krakowie przy ul. Gołębiej 18 (1925–1936)
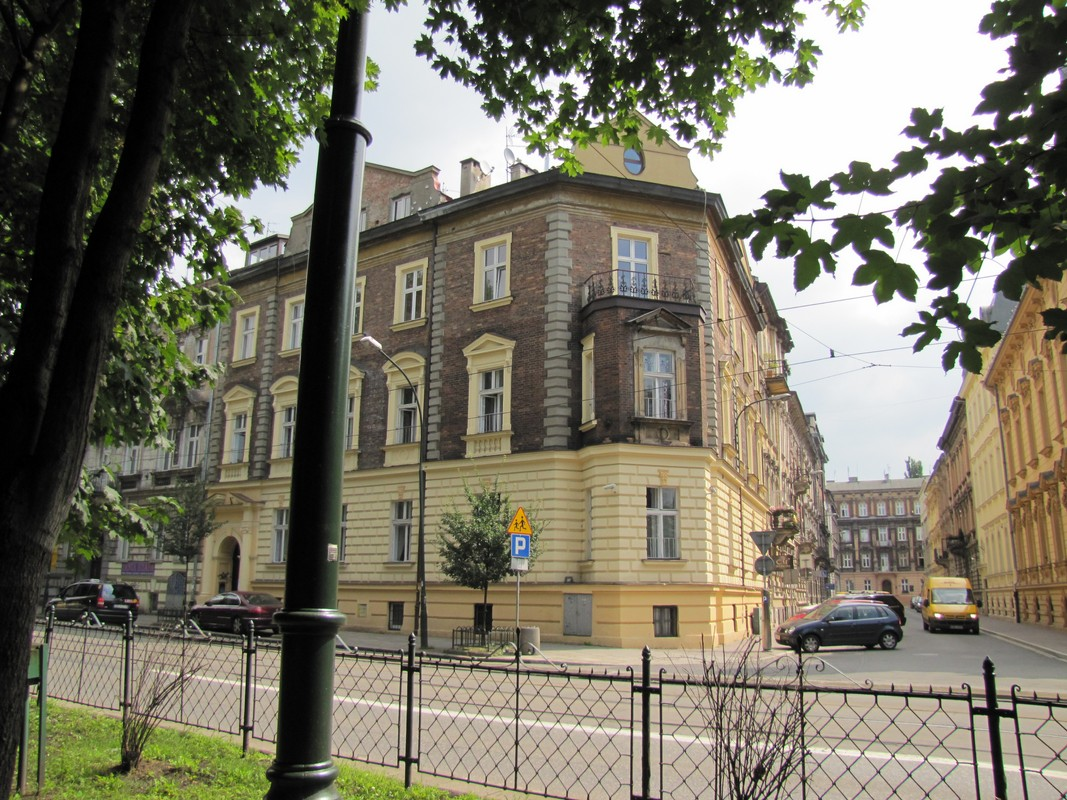
Dawna siedziba Konsulatu Czechosłowacji w Krakowie przy ówczesnej ul. Potockiego, ob. ul. Westerplatte (1938–1939)
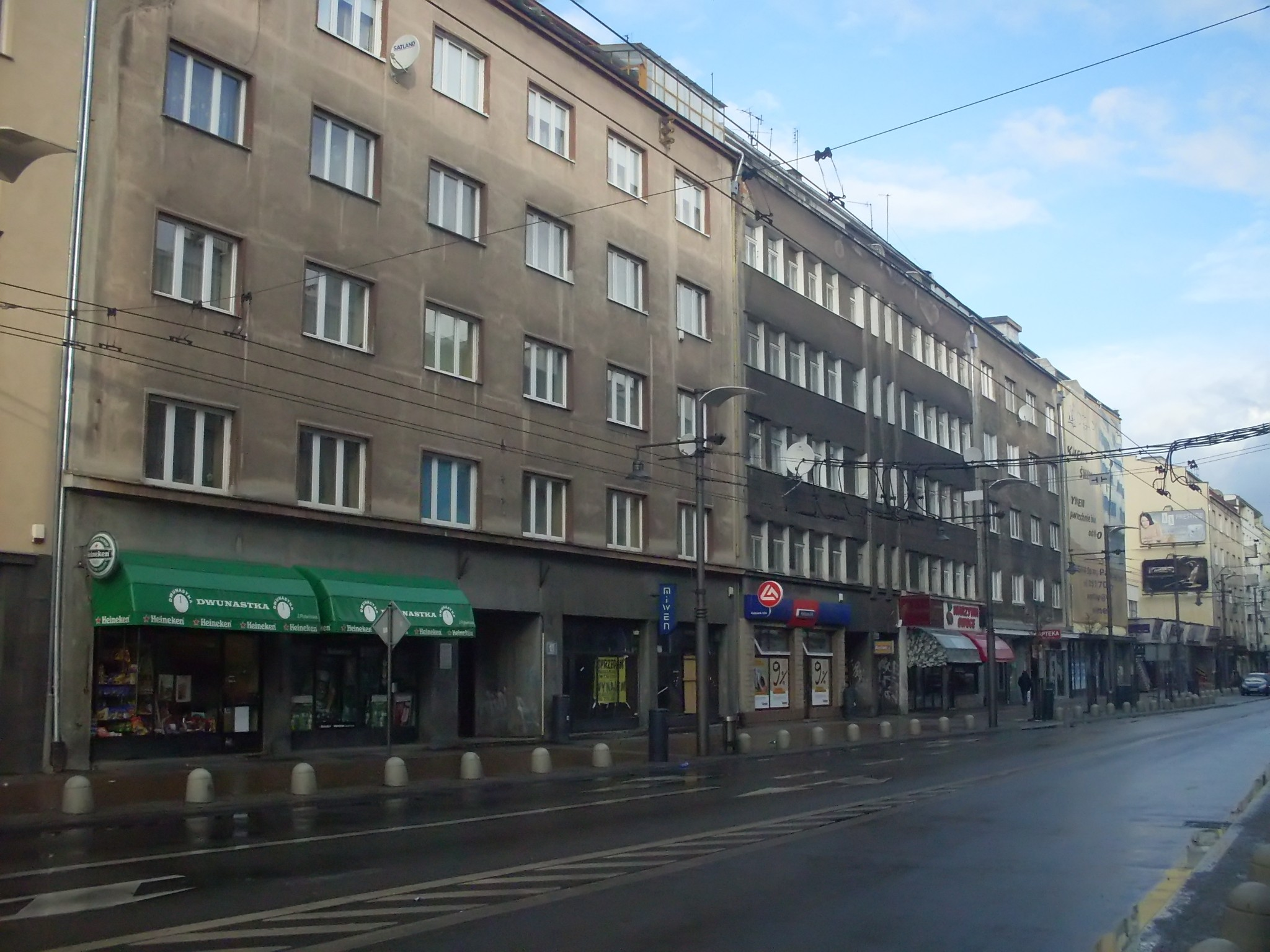
Dawna siedziba Konsulatu Czechosłowacji w Gdyni przy ul. Świętojańskiej (1937–1939)
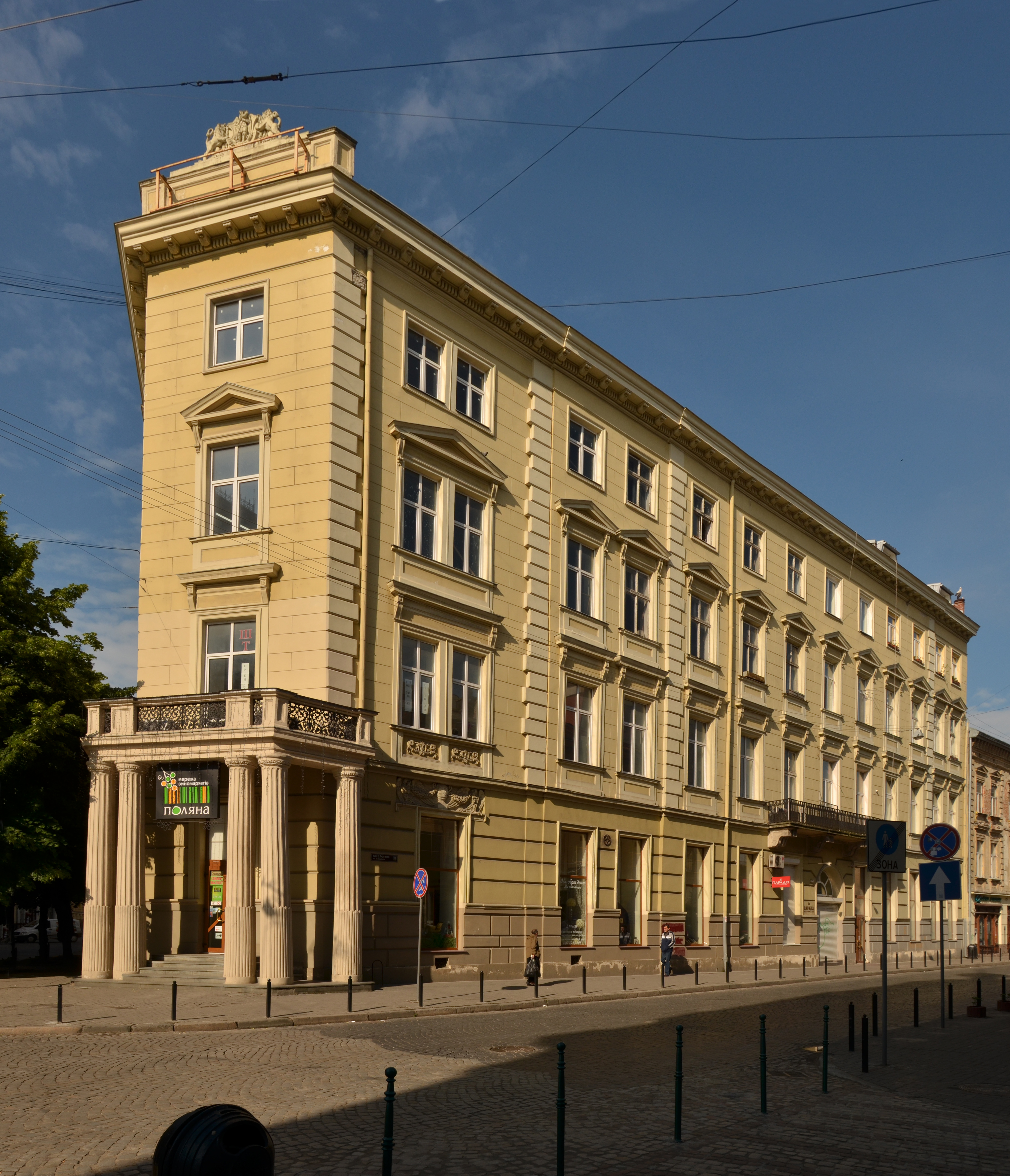
Dawna siedziba Konsulatu Czechosłowacji we Lwowie przy ówczesnej ul. 3-go Maja 2, ob. Січових Стрільців, Siczowych Strilciw (1928)
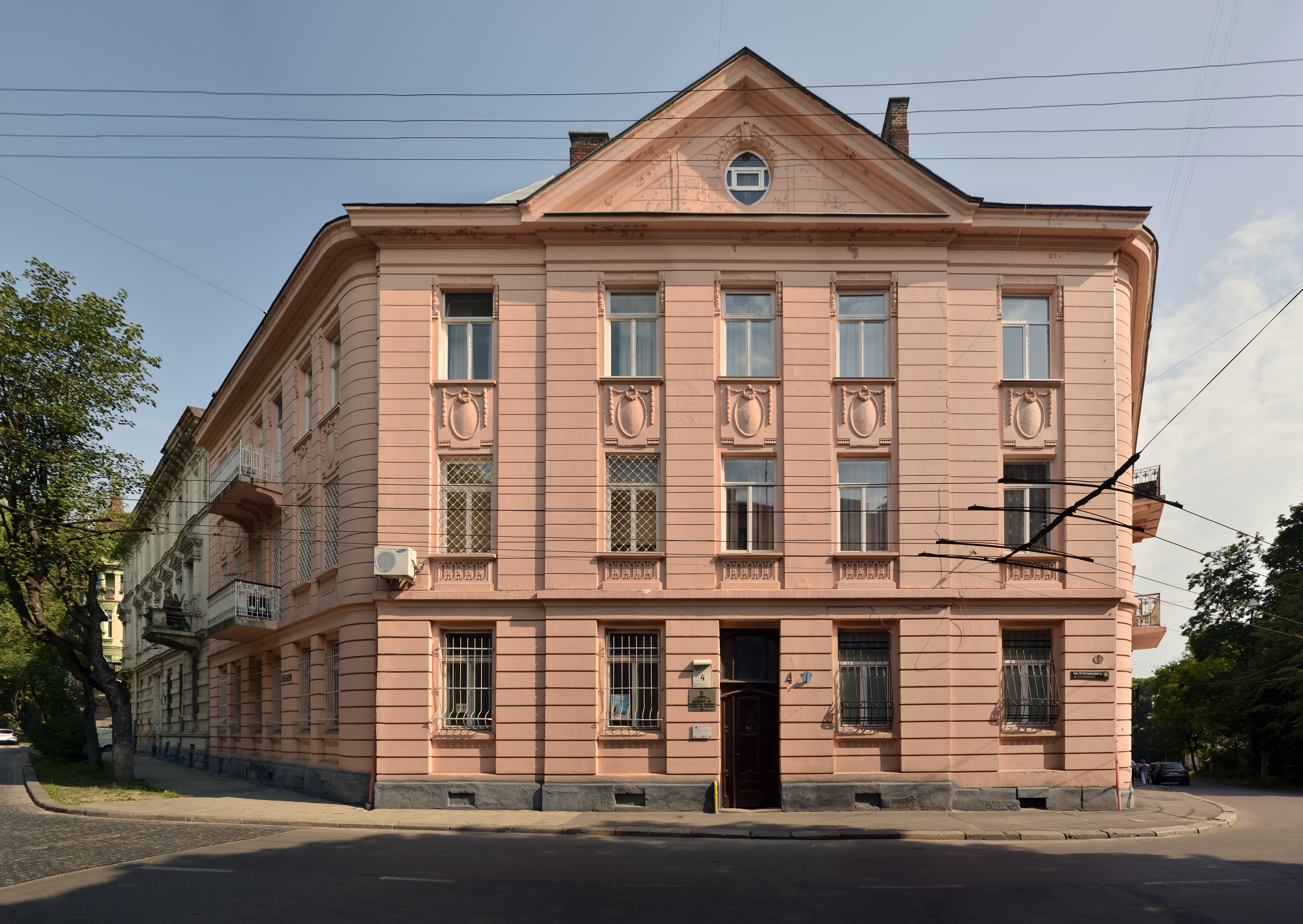
Dawna siedziba Konsulatu Czechosłowacji we Lwowie przy ówczesnej ul. Ujejskiego 4, ob. Устияновича Корнила, Ustyjanowycza (1932–1939)